# Гра слів
Гра слів  — це спеціальне використання звукової‚ лексичної або граматичної форми слів, а також частин слів‚ фразеологізмів‚ синтаксичних конструкцій для створення певних фонетико- та семантико-стилістичних явищ‚ що ґрунтується на зіставленні та переосмисленні‚ обіграванні близькозвучних або однозвучних мовних одиниць з різними значеннями.
Одним з різновидів гри слів‚ який полягає у створенні комічно-сатиричного ефекту‚ є каламбур.
Гра слів ґрунтується на використанні багатозначності‚ омонімії‚ паронімії і діє на різних мовних рівнях (оскільки це обігравання не тільки слів‚ цей термін слід сприймати як дещо умовний). Вона відбувається за допомогою як уживання існуючих‚ так і творення нових мовних одиниць. 
Гра слів розповсюджена в музичній культурі: наприклад, грою слів є назви музичних колективів «ВІА Гра» (можна прочитати як «вокально-інструментальний ансамбль „Гра“» та «віагра»), «Врємя і Стєкло» (українською «час і скло» та «час вийшов»), «Раммштайн» (від міста Рамштайн, де сталася авіакатастрофа, з подвоєнням букви «м», як у слові раммен, «врізатися»)  тощо.
Також гра слів розповсюджена у кіноматографічній культурі. Зокрема гру слів у назвах своїх фільмів часто використовує «Кіновсесвіт Marvel».[джерело?]